# Ugo di Vermandois
Ugo di Vermandois (920 – Meaux, 962) è stato un arcivescovo franco.
Fu reggente della diocesi di Reims dal 925 al 932, quando venne rimosso da tale carica dal re dei Franchi occidentali, Rodolfo e da Ugo il Grande. Poi fu arcivescovo di Reims dal 940 al 946 e successivamente scomunicato, nel 948.

## Origine
Era figlio maschio ultimogenito del conte di Vermandois, di Meaux, di Soissons e di Madrie e di Vexin, signore di Peronne, Senlis e San Quintino e futuro conte di Troyes, Erberto II (880 – 943) (discendente del re d'Italia, Bernardo, nipote di Carlo Magno) e di Adele (ca. 895- ca. 931), l'unica figlia del marchese di Neustria e futuro re di Francia, Roberto I, e di Adele del Maine, come è indicato nelle Europäische Stammtafeln., vol II, cap. 10 (non consultate). La Chronica Albrici Monachi Trium Fontium, citandoli nell'anno 920, conferma la parentela tra Erberto II e Roberto I.

## Biografia
Secondo gli Annales Remenses Ugo, nel 925, alla morte di colui che presiedeva l'arcidiocesi di Reims, Seulfo, fu eletto vescovo quando aveva 5 anni, il che lo rese uno dei più giovani vescovi di sempre. Nel contempo fu nominato Abate dell'Abbazia di Saint Remi di Reims. Suo padre Erberto II che, per favorire il neoeletto re dei Franchi occidentali, Rodolfo, in contrapposizione al titolare, il carolingio, Carlo il Semplice, con un tranello (raccontato nei dettagli da Rodolfo il Glabro) era riuscito a catturare ed imprigionare Carlo il Semplice, concordò con re Rodolfo che Ugo amministrasse temporaneamente, la diocesi di Reims. L'amministrazione temporanea della diocesi fu accettata e confermata anche dal papa Giovanni X.
Nel 932, il re Rodolfo, con un imponente esercito, cinse d'assedio Reims e, con l'approvazione sia del clero che dei laici che erano assediati o che erano prigionieri, fece eleggere arcivescovo Artaldo, un monaco dell'abbazia di Saint-Remi.
Quindi dopo tre settimane, dopo che la città si era arresa, Artaldo fu consacrato vescovo e arcivescovo e governò la diocesi in pace per 8 anni.
Dopo aver rotto col nuovo re dei Franchi occidentali, Luigi IV, suo padre, Erberto II e Ugo il Grande, nel 940, attaccarono, assediarono e occuparono Reims, dove, sempre secondo gli Annales Remenses, con l'aiuto di Guglielmo Lungaspada, cacciarono Artaldo e il diacono Ugo finalmente poté essere consacrato arcivescovo di Reims. Anche il cronista Flodoardo riporta l'avvenimento dicendo che Ugo fu consacrato dal vescovo Widone di Sossons.
Il re Luigi IV, l'anno dopo, fu obbligato ad approvare la nomina ad arcivescovo di Reims di Ugo, in quanto era stato assediato in Laon, dalle truppe di Erberto II ed Ugo. Inoltre Luigi nominò Ugo arcicancelliere.
Sempre secondo gli Annales Remenses, nel 946 quando Luigi IV riuscì a riconquistare Reims, Ugo fu costretto a lasciare la diocesi di Reims e Artaldo poté rientrare a Reims.
Flodoardo poi dice che nel sinodo di Ingelheim, tenuto nel 948, papa Agapito II riconobbe che Ugo aveva sostituito Artaldo illegittimamente e un messaggero del papa fu inviato ad avvisare della cosa sia i regnanti che gli interessati Ugo e Artaldo.
Mentre Widone si prostrò davanti al legato papale e ad Agapito chiedendo perdono, Ugo, non riconoscendo le decisioni del sinodo, rifiutò di presentarsi davanti al legato pontificio. Conseguentemente Ugo, sempre in quell'anno, venne scomunicato.
Artaldo morì, nell'ottobre 961.

I fratelli di Ugo chiesero al nuovo re dei Franchi occidentali, Lotario IV, di restituirgli la sede arcivescovile, ma Lotario, nel 962, organizzò un sinodo di vescovi per decidere l'elezione dell'arcivescovo di Reims, che portò all'elezione di Olderico, approvata da papa Giovanni XII. Anche gli Annales Remenses ricordano la morte di Artaldo e l'elezione di Olderico.
Ugo morì nel 962 di ritorno da un pellegrinaggio a Santiago di Compostela, secondo lo storico francese, Christian Settipani.

## Discendenza
Di Ugo non si conosce l'esistenza di una eventuale moglie né si hanno notizie di discendenti.

## Ascendenza
|                          |                  |                        | Genitori     |  |  | Nonni |  |  | Bisnonni               |  |  | Trisnonni         |  |
|                          |                  |                        |              |  |  |       |  |  | Pipino I di Vermandois |  |  | Bernardo d'Italia |  |
|                          |                  |                        |              |  |  |       |  |  | Pipino I di Vermandois |  |  | Bernardo d'Italia |  |
|                          |                  | Cunegonda              |              |  |  |       |  |  | Pipino I di Vermandois |  |  |                   |  |
| Erberto I di Vermandois  |                  |                        |              |  |  |       |  |  | Pipino I di Vermandois |  |  |                   |  |
|                          |                  | …                      | …            |  |  |       |  |  |                        |  |  |                   |  |
|                          |                  | …                      | …            |  |  |       |  |  |                        |  |  |                   |  |
|                          |                  | …                      | …            |  |  |       |  |  |                        |  |  |                   |  |
| Erberto II di Vermandois |                  | …                      |              |  |  |       |  |  |                        |  |  |                   |  |
|                          |                  | …                      | …            |  |  |       |  |  |                        |  |  |                   |  |
|                          |                  | …                      | …            |  |  |       |  |  |                        |  |  |                   |  |
|                          |                  | …                      | …            |  |  |       |  |  |                        |  |  |                   |  |
| Liutgarda di Morvois     |                  | …                      |              |  |  |       |  |  |                        |  |  |                   |  |
|                          |                  | …                      | …            |  |  |       |  |  |                        |  |  |                   |  |
|                          |                  | …                      | …            |  |  |       |  |  |                        |  |  |                   |  |
|                          |                  | …                      | …            |  |  |       |  |  |                        |  |  |                   |  |
| Ugo di Vermandois        |                  | …                      |              |  |  |       |  |  |                        |  |  |                   |  |
|                          | Roberto il Forte | Roberto III di Hesbaye |              |  |  |       |  |  |                        |  |  |                   |  |
|                          | Roberto il Forte | Roberto III di Hesbaye |              |  |  |       |  |  |                        |  |  |                   |  |
|                          | Roberto il Forte | Wiltrude di Orléans    |              |  |  |       |  |  |                        |  |  |                   |  |
| Roberto I di Francia     | Roberto il Forte |                        |              |  |  |       |  |  |                        |  |  |                   |  |
|                          |                  | Adelaide d'Alsazia     | Ugo di Tours |  |  |       |  |  |                        |  |  |                   |  |
|                          |                  | Adelaide d'Alsazia     | Ugo di Tours |  |  |       |  |  |                        |  |  |                   |  |
|                          |                  | Adelaide d'Alsazia     | Ava/Bava     |  |  |       |  |  |                        |  |  |                   |  |
| Adele di Neustria        |                  | Adelaide d'Alsazia     |              |  |  |       |  |  |                        |  |  |                   |  |
|                          |                  | …                      | …            |  |  |       |  |  |                        |  |  |                   |  |
|                          |                  | …                      | …            |  |  |       |  |  |                        |  |  |                   |  |
|                          |                  | …                      | …            |  |  |       |  |  |                        |  |  |                   |  |
| Adele del Maine          |                  | …                      |              |  |  |       |  |  |                        |  |  |                   |  |
|                          |                  | …                      | …            |  |  |       |  |  |                        |  |  |                   |  |
|                          |                  | …                      | …            |  |  |       |  |  |                        |  |  |                   |  |
|                          |                  | …                      | …            |  |  |       |  |  |                        |  |  |                   |  |
|                          |                  | …                      |              |  |  |       |  |  |                        |  |  |                   |  |

### Fonti primarie
- (LA)  Monumenta Germaniae Historica, Scriptores, tomus III.
- (LA)  Monumenta Germaniae Historica, Scriptores, tomus XXIII.
- (LA)  Monumenta Germaniae Historica, Scriptores, tomus XIII.
- (LA)  Rodulfus Glaber Cluniacensis: Historiarum Sui Temporis Libri Quinque.

### Letteratura storiografica
- René Poupardin, I regni carolingi (840-918), in «Storia del mondo medievale», vol. II, 1999, pp. 583–635
- Louis Halphen, Francia: gli ultimi Carolingi e l'ascesa di Ugo Capeto (888-987), in «Storia del mondo medievale», vol. II, 1999, pp. 636–661